# لیست هوهر
لیست هوهر (به آلمانی: Hoher List) یک کوه و تپه در آلمان است که در راینلاند-فالتس واقع شده‌است.